# كوري بيشوب
كوري بيشوب (بالإنجليزية: Cory Bishop)‏ (1989 في الولايات المتحدة - ) هو لاعب كرة قدم أمريكي في مركز الوسط. شارك مع منتخب الجزر العذراء الأمريكية لكرة القدم. أما مع النوادي، فقد لعب مع Bucknell Bison ‏.

## وصلات خارجية
- كوري بيشوب على موقع الاتحاد الدولي (مؤرشف)  (الإنجليزية)
- كوري بيشوب على موقع قاعدة بيانات كرة القدم.إي يو (الإنجليزية)
- كوري بيشوب على موقع ناشيونال فوتبول تيمز (الإنجليزية)